# Rondane Kwartet

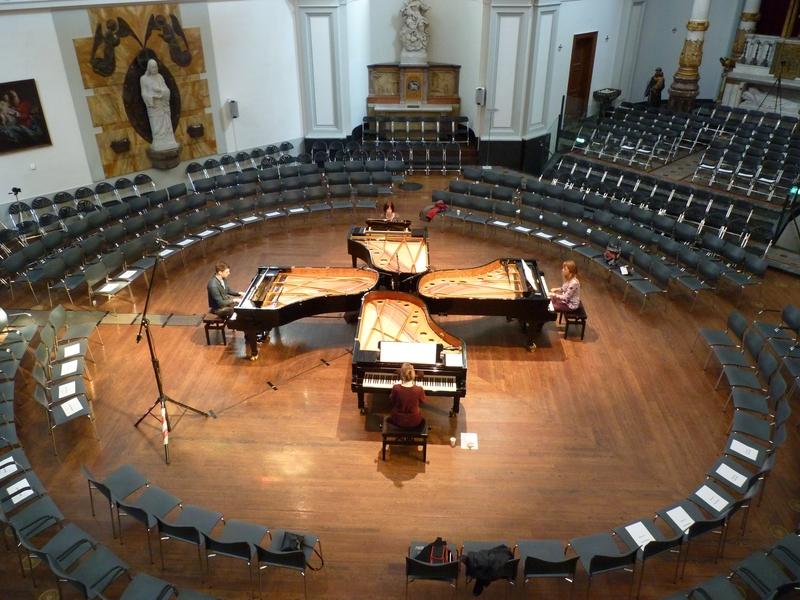
Inspelen voor een concert in De Duif

Het Rondane Kwartet was een Nederlands viervleugelkwartet dat zich toelegde op de uitvoering van de composities voor vier vleugels van Simeon ten Holt.

## Geschiedenis
Het kwartet werd in 2002 opgericht onder de naam Bergen Kwartet. In 2010 werd de naam veranderd in Rondane Kwartet. Het kwartet bestond uit de pianisten Robert Lambermont, Petra van Oort, Daphne Keune en Laura Sandee. Het Rondane Kwartet werd in de zomer van 2022 opgeheven. Pianisten Robert Lambermont, Laura Sandee en Petra van Oort richtten samen met pianist Anna van Nieukerken een nieuw viervleugelkwartet op, het Natalon Kwartet, dat de traditie van de uitvoeringspraktijk van de muziek van Simeon ten Holt voortzet.

## Repertoire
De volgende vijf avondvullende composities van Ten Holt stonden op het repertoire.
- Canto Ostinato
- Horizon
- Meandres
- Incantatie IV
- Lemniscaat

Daarnaast staan stond op het repertoire:
- BWV 1064, Johann Sebastian Bach
- BWV 1065, Johann Sebastian Bach
- Entrata (versie uit 2016 voor 4 piano's), Joep Franssens.

## Simeon ten Holt
Pianist Robert Lambermont onderhield jarenlang een vriendschappelijke band met componist Simeon ten Holt. In zijn boek Het woud en de citadel schreef Ten Holt over Robert Lambermont: 
“Later vormde hij een viertal dat Lemniscaat uitvoerde en had hij de bezielende leiding over het Bergen Kwartet dat Meandres uitvoerde. Hij werd één van mijn warmste pleitbezorgers. Robert begreep als de beste dat de uitvoering van de avondvullende stukken (na Canto Ostinato) niet zomaar met een paar repetities of door handige pianisten geregeld kan worden, maar een rijpingsperiode veronderstelt dat neerkomt op een moeizaam veroveringsproces.” Simeon ten Holt was de hoofdsponsor van de eerste cd van Rondane Kwartet: Canto Ostinato.

## Concerten
Tijdens een uitvoering staan de vier vleugels in een kruisvorm opgesteld. De gezichten van de pianisten zijn naar elkaar gericht, zodat zij optimaal met elkaar kunnen communiceren aan de hand van specifieke tekens. De composities zijn opgebouwd uit een groot aantal maatgroepen die herhaald worden. De pianisten bepalen zelf hoe vaak zo’n herhaling plaatsvindt. Ook met betrekking tot dynamiek verleent Simeon ten Holt de uitvoerenden een grote mate van vrijheid.
Hoe de noten in de partituur worden gespeeld – legato, staccato, forte, crescendo, diminuendo – wordt vrijwel geheel overgelaten aan de spelers. 
Ook de tijdsduur is onbepaald, maar Ten Holt zegt hierover: 
"... de veronderstelling van hoe-langer-hoe-beter is een vergissing als de spanning tussen twee tijdpunten ontbreekt en er niet meer klinkt dan
zinloze herhaling van hetzelfde".
Tijdens de uitvoering is er voortdurend ruimte voor muzikale ingevingen.
De concerten duren in de regel 1,5 tot 2,5 uur. Inspiratie van de pianisten, de akoestiek, de instrumenten, het fysieke uithoudingsvermogen én het publiek bepalen voor het grootste deel de tijdsduur van een concert. Er wordt onafgebroken gespeeld, de stukken laten geen pauze toe.
Het Rondane Kwartet speelde onder meer in het Viervleugelpaviljoen van Dré Wapenaar tijdens het Theaterfestival Boulevard in 's-Hertogenbosch en het Nazomerfestival in Zeeland en in LekArt in Culemborg. Ook werd het kwartet regelmatig door Simeon ten Holt uitgenodigd om zijn muziek te vertolken. Regelmatig waren zij te beluisteren in onder meer de Amstelkerk en De Duif in Amsterdam en de Ruïnekerk te Bergen.

## Discografie
- 2010 - concertregistratie van Ten Holts Canto Ostinato, gespeeld op vier Fazioli-concertvleugels in kerk De Duif in Amsterdam (cd-dubbelalbum);
- 2011 - concertregistratie van Ten Holts Horizon, gespeeld op vier Fazioli-concertvleugels in kerk De Duif in Amsterdam (cd-dubbelalbum)
- 2012 - single disk edition van de Canto Ostinato bij de limited edition van de dvd Over Canto van Ramón Gieling
- 2012 - concertregistratie van Ten Holts Lemniscaat, gespeeld op vier Fazioli concertvleugels in kerk De Duif in Amsterdam (cd-Dubbelalbum)
- 2015 - concertregistratie van Ten Holts Incantatie IV, gespeeld op vier Fazioli concertvleugels in kerk De Duif in Amsterdam (cd-Dubbelalbum)
- 2016 - concertregistratie van Ten Holts Meandres, gespeeld op vier Fazioli concertvleugels in kerk De Duif in Amsterdam (cd-dubbelalbum)

## Filmografie
- Over Canto, opname van een repetitie